# Metrolinje 3 i Paris
Metrolinje 3 i Paris er en undergrundsbane på metronettet i Paris, Frankrig.